# Kitakami
Kitakami (北上市; -shi) é uma cidade japonesa localizada na província de Iwate.
Em 2003 a cidade tinha uma população estimada em 92 557 habitantes e uma densidade populacional de 211,53  h/km². Tem uma área total de 437,55 km².
Recebeu o estatuto de cidade a 1 de Abril de 1954.

## Cidades-irmãs
- Concord, Estados Unidos
- Shibata, Japão
- Sanmenxia, China